# احمدی
احمدی یک نام خانوادگی‌ست. افراد شاخص با این نام از این قراراند:
- احمدرضا احمدی، شاعر ایرانی
- بابک احمدی، مؤلف، مترجم، منقد هنری و پژوهشگر ایرانی
- پگاه احمدی، شاعر، منتقد ادبی و مترجم شعر ایرانی
- اسماعیل احمدی مقدم، ششمین فرمانده نیروی انتظامی جمهوری اسلامی ایران
- مرتضی احمدی، بازیگرٔ سینما و تلویزیون و گوینده و خواننده ایرانی
- نوشین احمدی خراسانی از بنیان‌گذاران مرکز فرهنگی زنان
- علیرضا علی‌احمدی، یکی از دولت‌مردان ایرانی و وزیر آموزش و پرورش ایران در کابینه اول محمود احمدی نژاد
- حسن احمدی مقدس، همچنین مشهور به مسعود احمدی مقدس، قاضی ایرانی
- امیرحسین احمدی
- حمید احمدی ( پژوهشگر و استاد علوم سیاسی دانشگاه تهران)
- مرادعلی احمدی، نماینده دوره دوم مجلس شورای اسلامی حوزه انتخابیه کرمانشاه
- نعمت احمدی
- فرشته احمدی، منتقد ادبی و داستان‌نویس
- حسن احمدی گیوی، استاد ادبیات فارسی
- بهمن احمدی امویی
- محمدحسین احمدی دانش آشتیانی
- میرزا علی احمدی میانجی
- محمدحسن احمدی فقیه یزدی
- احمد امیراحمدی
- هوشنگ امیراحمدی
- احمد احمدی (ابهام‌زدایی) نام چند فرد متفاوت
- علی‌محمد احمدی (ابهام‌زدایی) نام چند فرد متفاوت
- رحمان احمدی دروازه بان سابق تیم ملی و حال حاضر پارس جنوبی